# جوهر مراديان
جوهر مراديان (بالأرمنية: Գոհար Մուրադյան)‏ هي فقيهة لغة ومترجمة أرمينية، ولدت في 28 أكتوبر 1957 في يريفان في أرمينيا.